# Mike Harris (giocatore di curling)
Michael Harris, detto Mike (Georgetown, 9 giugno 1967), è un giocatore di curling canadese.

## Biografia
Partecipò all'età di trent'anni ai XVIII Giochi olimpici invernali edizione disputata a Nagano (Giappone) nel 1998, riuscendo ad ottenere la medaglia d'argento nella squadra canadese con i connazionali Richard Hart, Collin Mitchell, George Karrys e Paul Savage.
Nell'edizione la nazionale svizzera ottenne la medaglia d'oro, la norvegese quella di bronzo.